# Миссис Соффел
«Миссис Соффел» (англ. Mrs. Soffel) — американский кинофильм 1984 года.

## Сюжет
Сюжет фильма основан на реальных событиях. В 1901 году в Питтсбурге братья Биддл — Джек и Эд — были приговорены к повешению за убийство бакалейщика. В тюрьме их навещает жена надзирателя Кейт Соффел и читает им отрывки из Библии. Эд очаровывает миссис Соффел, и она помогает братьям организовать побег.

## В ролях
- Дайан Китон — Кейт Соффел
- Мел Гибсон — Эд Биддл
- Мэттью Модайн — Джек Биддл
- Эдвард Херрманн — Питер Соффел
- Трини Альварадо — Айрин Соффел
- Терри О`Куинн — детектив Бак МакГоверн
- Дана Уиллер-Николсон — Джесси Бодейн

## Награды и номинации
Полный перечень наград и номинаций — на сайте IMDb.
| Премия                   | Категория                    | Имя                | Результат |
| ------------------------ | ---------------------------- | ------------------ | --------- |
| Золотой глобус           | Лучшая драматическая актриса | Дайан Китон        | Номинация |
| Берлинский кинофестиваль | Золотой медведь              | Джиллиан Армстронг | Номинация |